# Bryan Steel
Bryan Steel (Nottingham, 5 de enero de 1969) es un deportista británico que compitió en ciclismo en la modalidad de pista, especialista en la prueba de persecución por equipos.
Participó en cuatro Juegos Olímpicos de Verano, entre los años 1992 y 2004, obteniendo en total dos medallas, ambas en la prueba de persecución por equipos, plata en Atenas 2004 (junto con Stephen Cummings, Robert Hayles, Paul Manning y Bradley Wiggins) y bronce en Sídney 2000 (con Paul Manning, Bradley Wiggins y Chris Newton).
Ganó cinco medallas en el Campeonato Mundial de Ciclismo en Pista entre los años 2000 y 2004.

## Medallero internacional
| Juegos Olímpicos   | Juegos Olímpicos          | Juegos Olímpicos  | Juegos Olímpicos        |
| Año                | Lugar                     | Medalla           | Competición             |
| ------------------ | ------------------------- | ----------------- | ----------------------- |
| 2000               | Sídney ( Australia)       | Medalla de bronce | Persecución por equipos |
| 2004               | Atenas ( Grecia)          | Medalla de plata  | Persecución por equipos |
| Campeonato Mundial |                           |                   |                         |
| Año                | Lugar                     | Medalla           | Competición             |
| 2000               | Mánchester ( Reino Unido) | Medalla de plata  | Persecución por equipos |
| 2001               | Amberes ( Bélgica)        | Medalla de plata  | Persecución por equipos |
| 2002               | Ballerup ( Dinamarca)     | Medalla de bronce | Persecución por equipos |
| 2003               | Stuttgart ( Alemania)     | Medalla de plata  | Persecución por equipos |
| 2004               | Melbourne ( Australia)    | Medalla de plata  | Persecución por equipos |

1. ↑  Compitió en la ronda de clasificación.

## Palmarés

### Juegos Olímpicos
- Sídney 2000 :  Medalla de bronce en persecución por equipos (haciendo equipo con Paul Manning, Chris Newton, Bradley Wiggins, Robert Hayles y Jonny Clay)

### Campeonatos del mundo
Amberes 2001
- Medalla de plata en persecución por equipos

Copenhague 2002
- Medalla de bronce en persecución por equipos

Stuttgart 2003
- Medalla de plata en persecución por equipos

Melbourne 2004
- Medalla de plata en persecución por equipos

### Copa del mundo
2003
- 2.º en persecución por equipos en Aguascalientes
- 2.º en persecución por equipos en Cap

2004
- Oro en persecución por equipos en Mánchester (con Robert Hayles, Paul Manning, Chris Newton)
- Oro en persecución por equipos en Sídney (con Russell Downing, Robert Hayles, Paul Manning)

### Juegos de la Commonwealth
- Manchester 2002 :  Medalla de plata en persecución por equipos

### Campeonatos nacionales
- Campeón de Gran Bretaña en americana en 1994 (con Robert Hayles) y 1996 (con Simon Lillistone)